# Hancock (Nova York)
Hancock és una població dels Estats Units a l'estat de Nova York. Segons el cens del 2000 tenia 1.189 habitants.

## Demografia
Segons el cens del 2000, Hancock tenia 1.189 habitants, 505 habitatges, i 311 famílies. La densitat de població era de 292,4 habitants/km².
Dels 505 habitatges en un 25% hi vivien nens de menys de 18 anys, en un 45,9% hi vivien parelles casades, en un 11,3% dones solteres, i en un 38,4% no eren unitats familiars. En el 34,5% dels habitatges hi vivien persones soles el 20% de les quals corresponia a persones de 65 anys o més que vivien soles. El nombre mitjà de persones vivint en cada habitatge era de 2,35 i el nombre mitjà de persones que vivien en cada família era de 2,95.
Per edats la població es repartia de la següent manera: un 22,5% tenia menys de 18 anys, un 6% entre 18 i 24, un 22,9% entre 25 i 44, un 24,2% de 45 a 60 i un 24,4% 65 anys o més.
L'edat mediana era de 44 anys. Per cada 100 dones de 18 o més anys hi havia 84,2 homes.
La renda mediana per habitatge era de 27.419 $ i la renda mediana per família de 36.083 $. Els homes tenien una renda mediana de 27.455 $ mentre que les dones 17.188 $. La renda per capita de la població era de 16.616 $. Entorn del 7,9% de les famílies i el 15,6% de la població estaven per davall del llindar de pobresa.